# Rajd Tatr 1989
Rajd Tatr 1989 (21. Int. Rallye Tatry) – 21. edycja rajdu samochodowego Rajd Tatr rozgrywanego w Czechosłowacji. Rozgrywany był od 15 do 16 września 1989 roku. Rajd był piątą rundą Rajdowego Pucharu Pokoju i Przyjaźni w roku 1989.

## Klasyfikacja rajdu
| Miejsce                | Kierowca                | Pilot                  | Samochód               | Czas                   | Strata                 |                        |
| Klasyfikacja generalna | Klasyfikacja generalna  | Klasyfikacja generalna | Klasyfikacja generalna | Klasyfikacja generalna | Klasyfikacja generalna | Klasyfikacja generalna |
| ---------------------- | ----------------------- | ---------------------- | ---------------------- | ---------------------- | ---------------------- | ---------------------- |
| 1.                     | Leo Pavlík              | Karel Jirátko          | Audi Coupé Quattro     | 1:50:13                | -                      |                        |
| 2.                     | Zdeněk Pipota           | Pavel Šedivý           | Škoda 130 L            | 1:54:31                | +4:18                  |                        |
| 3.                     | Václav Arazim           | Julius Gál             | Škoda 130 L            | 1:54:53                | +4:40                  |                        |
| 4.                     | Igoris Kharitopulo      | Gintaras Dovydenas     | Lada Samara 21083      | 1:55:02                | +4:49                  |                        |
| 5.                     | Jiří Urban              | Jiří Janeček           | Škoda Favorit 136 L    | 1:55:11                | +4:58                  |                        |
| 6.                     | Gerhard Hochwimmer      | Siegfried Brimer       | Opel Manta B           | 2:02:03                | +11:50                 |                        |
| 7.                     | Romualdas Beresnevičius | Arūnas Šalkauskas      | Lada Samara            | 2:03:12                | +12:59                 |                        |
| 8.                     | Toomas Olbrei           | Aarne Timusk           | Lada Samara            | 2:03:21                | +13:08                 |                        |
| 9.                     | Tibor Župčan            | František Pecuch       | Škoda 130 L            | 2:06:20                | +16:07                 |                        |
| 10.                    | Boris Fedotov           | Igor Gorbatiuk         | Lada Samara 21083      | 2:08:14                | +18:01                 |                        |
| Klasyfikacja RPPiP     |                         |                        |                        |                        |                        |                        |
| 1.                     | Zdeněk Pipota           | Pavel Šedivý           | Škoda 130 L            | 1:54:31                | -                      |                        |
| 2.                     | Václav Arazim           | Julius Gál             | Škoda 130 L            | 1:54:53                | +22                    |                        |
| 3.                     | Igoris Kharitopulo      | Gintaras Dovydenas     | Lada Samara 21083      | 1:55:02                | +31                    |                        |
| 4.                     | Jiří Urban              | Jiří Janeček           | Škoda Favorit 136 L    | 1:55:11                | +40                    |                        |
| 5.                     | Romualdas Beresnevičius | Arūnas Šalkauskas      | Lada Samara            | 2:03:12                | +8:41                  |                        |
| 6.                     | Toomas Olbrei           | Aarne Timusk           | Lada Samara            | 2:03:21                | +8:50                  |                        |
| 7.                     | Tibor Župčan            | František Pecuch       | Škoda 130 L            | 2:06:20                | +11:49                 |                        |
| 8.                     | Boris Fedotov           | Igor Gorbatiuk         | Lada Samara 21083      | 2:08:14                | +13:43                 |                        |

| 1. | Czechosłowacja |
| 2. | ZSRR           |
| 3. | NRD            |
| 4. | Rumunia        |